# Desmerice
 Desmerice  falu Horvátországban, Károlyváros megyében. Közigazgatásilag Ogulinhoz tartozik.

## Fekvése
Károlyvárostól 42 km-re délnyugatra, községközpontjától 8 km-re délre, a Zagorska Mrežnica bal partján fekszik. Településrészei: Donje Selo, Francetići, Bertovići, Sudarići, Cindrići, Rupčići és Rogović Pila.

## Története
A falunak 1857-ben 336, 1910-ben 495 lakosa volt. Trianonig Modrus-Fiume vármegye Ogulini járásához tartozott.  2011-ben 261 lakosa volt.

## Lakosság
| Lakosság változása | Lakosság változása | Lakosság változása | Lakosság változása | Lakosság változása | Lakosság változása | Lakosság változása | Lakosság változása | Lakosság változása | Lakosság változása | Lakosság változása | Lakosság változása | Lakosság változása | Lakosság változása | Lakosság változása | Lakosság változása |
| ------------------ | ------------------ | ------------------ | ------------------ | ------------------ | ------------------ | ------------------ | ------------------ | ------------------ | ------------------ | ------------------ | ------------------ | ------------------ | ------------------ | ------------------ | ------------------ |
| 1857               | 1869               | 1880               | 1890               | 1900               | 1910               | 1921               | 1931               | 1948               | 1953               | 1961               | 1971               | 1981               | 1991               | 2001               | 2011               |
| 336                | 0                  | 0                  | 437                | 482                | 495                | 482                | 528                | 298                | 531                | 481                | 413                | 340                | 310                | 278                | 261                |

## Nevezetességei
- A falutól délre határában egy víz alatti barlangból ered a Zagorska Mrežnica patak. Néhány a természet által bizarr formájúra erodált szikla is látható itt.
- Keresztelő Szent János tiszteletére szentelt kápolnája 2012-ben épült. Felszentelése 2012. június 23-án történt.